# Erminio Tuzzi
Erminio Tuzzi (Gorizia, 24 agosto 1939) è un politico italiano.

## Biografia
Nato a Gorizia nel 1939, risiede nel quartiere di Lucinico.
Militante nella Democrazia Cristiana, che dal dopoguerra amministrava ininterrottamente Gorizia, fu per molti anni consigliere comunale e ricoprì anche la carica di assessore dall'agosto 1990 al settembre 1991. In seguito alle dimissioni di Antonio Scarano, dal 24 gennaio 1992 fu sindaco di Gorizia, ultimo sindaco della città a essere eletto dal consiglio comunale e ultimo sindaco DC prima della sua dissoluzione. Si dimise il 16 settembre 1993, quando il comune venne commissariato con la nomina di Lorenzo de' Luca di Pietralata.
Alle amministrative del 2002 tornò in consiglio comunale eletto nella lista civica "Per Gorizia" dell'ex sindaco Scarano; alle successive elezioni del 2007 fu candidato sindaco in rappresentanza di quella stessa lista, ma raccolse solo il 6,2% dei voti che gli permise tuttavia di accedere nuovamente in consiglio.